# Lyriothemis meyeri
Lyriothemis meyeri – gatunek ważki z rodziny ważkowatych (Libellulidae).